# 瑪蒂爾德·荷恩
瑪蒂爾德·荷恩（西班牙語：Matilde Horne，1914年—2008年6月10日）是阿根廷翻譯家，譯作包括J·R·R·托爾金的《魔戒》。
荷恩出生於阿根廷，1978年，為避開軍事獨裁統治而離開阿根廷，移居西班牙。她與Ediciones Minotauro出版社合作，翻譯《魔戒》三部曲中的《雙城奇謀》和《王者再臨》（首部曲《魔戒現身》由Ediciones Minotauro創辦人法蘭西斯科·波魯瓦翻譯）。
2008年6月10日，荷恩於西班牙的濱河聖埃烏拉利亞去世，享壽94歲。